# Cocula, Guerrero
Cocula là một đô thị thuộc bang Guerrero, México. Năm 2005, dân số của đô thị này là 13884 người.